# Ryteinen
Ryteinen är en sjö i kommunen Pudasjärvi i landskapet Norra Österbotten i Finland. Arean är 41 hektar och strandlinjen är 2,97 kilometer lång. Sjön  ingår i Ijo älvs huvudavrinningsområde.   Den ligger omkring 86 kilometer norr om Uleåborg och omkring 620 kilometer norr om Helsingfors. 